# Józef Wodziński

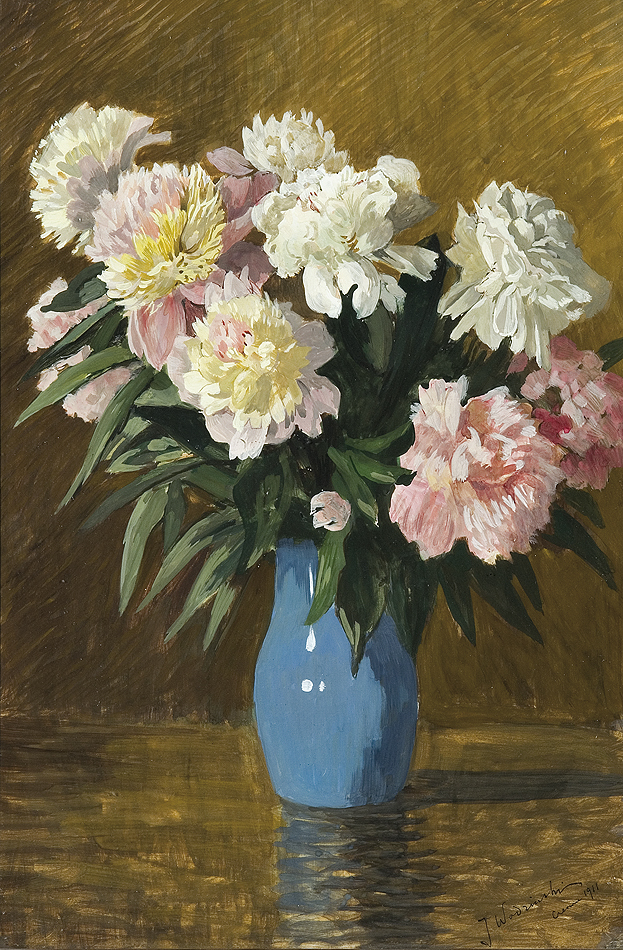
Piwonie w wazonie (1911)

Józef Wodziński (ur. 1858 w Korytnicy, zm. 1918) – polski malarz historyzujących scen salonowo-kostiumowych i pejzaży nadmorskich, wzięty ilustrator niemieckich i angielskich czasopism.

## Życiorys
Początkowo kształcił się u Wojciecha Gersona i Aleksandra Kamińskiego w Warszawie. Naukę kontynuował w Szkole Sztuk Pięknych w Krakowie (1878-1881). W latach (1881-1884) studiował w akademii monachijskiej u Otto Seitza (Techn. Malklasse: od 18 X 1881 r.), a następnie w Wiedniu. Na stałe osiadł w Monachium, skąd po roku 1900 przeniósł się do Berlina. Od 1881 do 1897 wystawiał swoje prace w polskich galeriach między innymi w Warszawie, Poznaniu i Krakowie. Był autorem scen kostiumowych, nadmorskich pejzaży, pracował dla czasopism jako ilustrator. Tworzył obrazy na tle życia zakulisowego, sylwetki kobiet w oświetleniu kinkietów i sceny z życia salonowego.
Cieszył się znacznym powodzeniem zyskując sławę i uznanie. Swoje prace nadsyłał także na wystawy krajowe, m.in. do krakowskiego Towarzystwa Przyjaciół Sztuk Pięknych i Warszawskiego Towarzystwa Zachęty.